# Wu Yu
Wu Yu (13 de enero de 1995) es una deportista china que compite en boxeo. Participó en los Juegos Olímpicos de París 2024, obteniendo una medalla de oro en la categoría de 50 kg.

## Palmarés internacional
| Juegos Olímpicos | Juegos Olímpicos | Juegos Olímpicos | Juegos Olímpicos |
| Año              | Lugar            | Medalla          | Categoría        |
| ---------------- | ---------------- | ---------------- | ---------------- |
| 2024             | París (Francia)  | Medalla de oro   | 50 kg            |